# Povodni škratec
Povodni škratec (znanstveno ime Coenagrion scitulum) je predstavnik enakokrilih kačjih pastirjev iz družine škratcev, razširjen po Sredozemlju in v delu Srednje Azije.

## Opis
Odrasli dosežejo 30 do 33 mm v dolžino, od tega zadek 20 do 27 mm, zadnji krili pa merita 14 do 20 mm. Kot drugi škratci imajo modro osnovno obarvanost s črnim vzorcem, ki je pri samcih na vrhu drugega člena zadka v značilni obliki glasbenih vilic ali mačje glave, tretji, četrti in peti člen pa so približno pol črni in pol modri od zgoraj. Samice so zelenkaste ali modre, njihova znamenja na vrhu zadka spominjajo na torpeda. Od samic podobnih vrst jih je težavno razločiti, med znaki je dolga, svetla pterostigma (značilna tudi za samce).
Odrasli letajo od konca aprila do začetka septembra.

## Habitat in razširjenost
Je toploljubna vrsta. Razmnožuje se v osončenih vodnih telesih, ki so stoječa ali počasi tekoča. Glavna zahteva je plitva voda in bujno podvodno rastlinje z rmanci, rogolisti ipd., medtem ko je obrežna obrast manj pomembna. S pridom izkorišča umetne habitate, kot so jarki, ribniki za napajanje živine in luže v kamnolomih.
Povodni škratec je pogost na zahodu Sredozemlja, redkejši pa v Magrebu v Severni Afriki, na Balkanu in v Zahodni Aziji, do obal Kaspijskega jezera proti vzhodu. Na skrajnem vzhodu območja razširjenosti, v Srednji Aziji, je še izolirano območje z nekaj znanimi lokalitetami v Tadžikistanu, Kazahstanu in Kirgizistanu, na vmesnih 1500 km ozemlja pa ni nobenih znanih najdišč. V Zahodni Evropi se območje razširjenosti od 1990. let širi proti severu in je leta 2010 dosegel jugovzhod Anglije.
V Sloveniji vrsta uspeva predvsem v kalih na Krasu in Slovenski Istri, pretežno takih, ki so obrasle s haro, drugod po državi pa je razmeroma redek. Na Rdeči seznam kačjih pastirjev iz Pravilnika o uvrstitvi ogroženih rastlinskih in živalskih vrst v rdeči seznam je povodni škratec zato uvrščen kot ranljiva vrsta.